# Bart Muys
Bart Muys is professor bosecologie en bosbeheer aan de KU Leuven.
Zijn onderzoek richt zich op de ecosysteemfunctie van boomdiversiteit, de ecologie van bosherstel en de evaluatie van duurzaamheid in bossen en bio-energiesystemen.
Hij is internationaal een van de meest geciteerde wetenschappers in het domein van bosbouw en bosbeheer.

## Biografie
Hij behaalde in 1993 een doctoraat aan Universiteit Gent over onderzoek naar regenwormen en strooiselafbraak in Vlaamse bossen. Hij was van 1995 tot 1997 directeur van het Koninklijk Instituut voor het Duurzame Beheer van de Natuurlijke Rijkdommen en de Bevordering van Schone Technologie (KINT).

Sinds 2008 is hij hoogleraar bosecologie en bosbeheer aan de KU Leuven.

## Onderzoek
De onderzoeksgroep van Muys is een van de leidende onderzoeksgroepen ter wereld op vlak van onderzoek naar de purgeernoot.
Naast onderzoek naar de ecologie van de purgeernoot onderzocht hij ook het potentieel (en de duurzaamheid) van purgeernoot als biobrandstof. Zijn onderzoek wijst uit dat purgeernoot vooral (duurzaam) potentieel heeft als energiebron op kleinere schaal, waar er weinig alternatieve energiebronnen zijn of op plaatsen met gedegradeerd land.
Muys doet verder ook onderzoek naar duurzaam bosbeheer. Hij vergeleek en evalueerde zo onder meer de duurzaamheid van verschillende types bosbeheer. en deed verder ook onderzoek naar de (lokaal) koelende werking van bossen.
Muys toonde zo bijvoorbeeld aan dat de oppervlaktetemperatuur kan gebruikt worden om de restauratie van gedegradeerde bossen in de tropen te monitoren.
Naast onderzoek over bosrestauratie leidde hij ook verschillende projecten over bosrestauratie in de tropen.
De expertise van Muys over regenwormen droeg in 2019 bij aan een artikel in Science over de wereldwijde distributie van de biodiversiteit van regenwormen.